# Unterschweinach
Unterschweinach ist ein Gemeindeteil der Kreisstadt Neustadt an der Aisch im Landkreis Neustadt an der Aisch-Bad Windsheim (Mittelfranken, Bayern). Die Gemarkung Unterschweinach hat eine Fläche von 4,934 km². Sie ist in 549 Flurstücke aufgeteilt, die eine durchschnittliche Fläche von 8987,01 m² haben. In ihr liegen neben dem namensgebenden Ort die Gemeindeteile Oberschweinach und Stöckach.

## Geografie
Durch das Dorf fließt der Schweinachbach, ein rechter Zufluss der Aisch. Der Kesselgraben mündet dort von rechts in den Teufelsgraben, der wiederum ein rechter Zufluss des Schweinachbachs ist. 0,75 km südwestlich des Ortes liegt das Roßbacherfeld (380 m ü. NHN), 0,75 km nördlich die Stadthöhe, 0,5 km südöstlich das Breitfeld und 1 km südöstlich das Waldgebiet Linsenkreuz.
Eine Gemeindeverbindungsstraße verläuft nach Stöckach (0,8 km nordwestlich) bzw. nach Oberschweinach zur Staatsstraße 2255 (1,2 km östlich).

## Geschichte
Der Ort wurde 1317/22 als „Swinach“ erstmals urkundlich erwähnt. Ursprünglich besaß Ludwig von Hohenlohe dort einen halben Zehnt. Dieser wurde von Walter von Seckendorff erworben, der ihn dann 1317/22 dem Hochstift Würzburg übergab. Der Ortsname leitet sich vom gleichlautenden Gewässernamen ab, der einen Bach bezeichnet, wo es Wildschweine gibt, die in dieser Gegend auch bei vom Markgrafen veranstalteten Sauhatzen gejagt wurden.
Gegen Ende des 18. Jahrhunderts gab es in Unterschweinach 17 Anwesen (2 Höfe, 1 Schmiede, 7 Güter, 4 Gütlein, 1 Haus, 1 Tropfhaus, Gemeindehirtenhaus). Das Hochgericht übte das brandenburg-bayreuthische Stadtvogteiamt Neustadt an der Aisch aus. Die Dorf- und Gemeindeherrschaft sowie die Grundherrschaft über alle Anwesen hatte das Klosteramt Birkenfeld.
Von 1797 bis 1810 unterstand der Ort dem Justizamt Dachsbach und Kammeramt Neustadt. Im Jahre 1810 kam Unterschweinach an das Königreich Bayern. Im Rahmen des Gemeindeedikts wurde es dem 1811 gebildeten Steuerdistrikt Oberroßbach und der 1813 gebildeten Ruralgemeinde Oberroßbach zugeordnet. Mit dem Zweiten Gemeindeedikt (1818) entstand die Ruralgemeinde Unterschweinach, zu der Oberschweinach, Stöckach und Stöckachermühle gehörten. Diese war in Verwaltung und Gerichtsbarkeit dem Landgericht Neustadt an der Aisch zugeordnet und in der Finanzverwaltung dem Rentamt Neustadt an der Aisch (1919 in Finanzamt Neustadt an der Aisch umbenannt, seit 1972 Finanzamt Uffenheim). Ab 1862 gehörte Unterschweinach zum Bezirksamt Neustadt an der Aisch (1939 in Landkreis Neustadt an der Aisch umbenannt). Die Gerichtsbarkeit blieb beim Landgericht Neustadt an der Aisch (1879 in das Amtsgericht Neustadt an der Aisch umgewandelt). Die Gemeinde hatte 1964 eine Gebietsfläche von 4,959 km².
Am 1. Juli 1969 wurde Unterschweinach nach Neustadt eingemeindet.

### Baudenkmäler
- Haus Nr. 4: zwei-, ursprünglich eingeschossiges Satteldachhaus; über der Haustür Kartusche mit Engelskopf und Inschrift: „Erbaut 1829/Andreas Haag“[16]
- Haus Nr. 6: zwei-, wohl ursprünglich eingeschossiges Wohnstallhaus mit Satteldach; im Sturz der Haustür „18 F B 34“[16]
- Haus Nr. 19: ehemaliges Schulhaus mit Betsaal[17]

### Bodendenkmäler
In der Gemarkung Unterschweinach gibt es ein Bodendenkmal.

### Einwohnerentwicklung
Gemeinde Unterschweinach
| Jahr      | 1818   | 1840   | 1852   | 1855   | 1861   | 1867   | 1871   | 1875   | 1880   | 1885   | 1890   | 1895   | 1900   | 1905   | 1910   | 1919   | 1925   | 1933   | 1939   | 1946   | 1950   | 1952   | 1961   |
| Einwohner | 183    | 238    | 258    | 258    | 285    | 306    | 279    | 263    | 257    | 251    | 240    | 239    | 244    | 230    | 208    | 216    | 214    | 191    | 165    | 302    | 267    | 240    | 207    |
| Häuser    | 34     | 37     |        |        |        |        | 41     |        |        | 48     | 47     |        | 45     |        |        |        | 44     |        |        |        | 39     |        | 42     |
| Quelle    | [ 19 ] | [ 20 ] | [ 21 ] | [ 21 ] | [ 22 ] | [ 23 ] | [ 24 ] | [ 25 ] | [ 26 ] | [ 27 ] | [ 28 ] | [ 21 ] | [ 29 ] | [ 21 ] | [ 30 ] | [ 21 ] | [ 31 ] | [ 21 ] | [ 21 ] | [ 21 ] | [ 32 ] | [ 21 ] | [ 13 ] |

Ort Unterschweinach
| Jahr      | 001818 | 001840 | 001861 | 001871 | 001885 | 001900 | 001925 | 001950 | 001961 | 001970 | 001987 |
| Einwohner | 105    | 172    | 199    | 199    | 170    | 166    | 138    | 172    | 138    | 112    | 88     |
| Häuser    | 21     | 24     |        |        | 32     | 29     | 30     | 27     | 28     |        | 31     |
| Quelle    | [ 19 ] | [ 20 ] | [ 22 ] | [ 24 ] | [ 27 ] | [ 29 ] | [ 31 ] | [ 32 ] | [ 13 ] | [ 33 ] | [ 1 ]  |

## Religion
Der Ort ist seit der Reformation evangelisch-lutherisch geprägt und gehört bis heute zur Kirchengemeinde St. Maria (Birkenfeld), die eine Filiale von St. Katharina (Schauerheim) ist. Die Katholiken sind nach St. Johannis Enthauptung (Neustadt an der Aisch) gepfarrt.